# ファロス (競走馬)
ファロス (Pharos) は、イギリスの競走馬・種牡馬。競走馬としては1920年代前半に活躍した。全弟にフェアウェイ（セントレジャーステークス、イギリスリーディングサイアー4回）、全妹にフェアアイル（1000ギニー）がいる。馬名の由来は、アレクサンドリアの大灯台があるファロス島。

## 経歴
現役時代は30戦14勝。ダービーステークスはパパイラスの2着に終わったが、4歳時にはチャンピオンステークスに優勝している。引退後はイギリスで種牡馬となったものの、ダービー伯爵がより期待していた全弟フェアウェイが種牡馬入りするとフランスに輸出された。種牡馬成績は4か国でダービー優勝馬を輩出するなど成功を収め、その中でも重要なのがネアルコ（デルビーイタリアーノ、ミラノ大賞典、パリ大賞典）である。他にもファリス（ジョッケクルブ賞、パリ大賞典）、カメロニアン（ダービーステークス）、フィデアス（アイリッシュダービー）などを輩出している。1931年イギリスチャンピオンサイアーに輝き、フランスでも統計によって違いが大きいが1939年に種牡馬リーディング1位を獲得している。競走成績、種牡馬成績ともにフェアウェイに劣るとはいえ、ネアルコ、ファリスを通じての影響力はフェアウェイとは比べ物にならないほど大きいといえる。

### 競走成績
- 1922年 - 1925年（30戦14勝）
  - 1着 - チャンピオンステークス、ロイヤルステークス、リヴァプールカップ、デュークオブノーフォークステークス、デュークオブヨークステークス、チェサムステークス、マーチステークス、2着 - ダービーステークス

## 主な産駒
- カメロニアン / Cameronian（1931年2000ギニー、ダービーステークス、1932年チャンピオンステークス）
- エルグレコ / El Greco（1937年セントレジャーイタリアーノ、Ribotの母の父）
- ファストネット / Fastnet（Fast Fox（1952年サンクルー大賞典）の父）
- フィルドウシ / Firdaussi（1931年デュハーストステークス、1932年セントレジャーステークス）
- マリーテューダー / Mary Tudor（1934年プール・デッセ・デ・プーリッシュ、ヴェルメイユ賞）
- ネアルコ / Nearco（1938年デルビーイタリアーノ、ミラノ大賞典、パリ大賞典、英リーディングサイアー3回）
- ファリス / Pharis（1939年ジョッケクルブ賞、パリ大賞典、仏リーディングサイアー4回）
- フィデアス / Phideas（1937年アイリッシュ2000ギニー、アイリッシュダービー）
- ローズスカラー / Rhodes Scholar（1936年セントジェームズパレスステークス、エクリプスステークス）
- ザナイル / The Nile（1935年プール・デッセ・デ・プーリッシュ）

## 血統表
| ファロスの血統          | ファロスの血統                                                                                           | ファロスの血統                                                                                           | （血統表の出典）                                                                                         | （血統表の出典） |
| 父系                    | ファロス系＜ファラリス系＜サイリーン系＜ベンドア系＜ストックウェル系＜エクリプス系＜ダーレーアラビアン系 | ファロス系＜ファラリス系＜サイリーン系＜ベンドア系＜ストックウェル系＜エクリプス系＜ダーレーアラビアン系 | ファロス系＜ファラリス系＜サイリーン系＜ベンドア系＜ストックウェル系＜エクリプス系＜ダーレーアラビアン系 |                  |
| 父 Phalaris 1913 黒鹿毛 | 父の父Polymelus 1902 鹿毛                                                                                | Cyllene                                                                                                  | Bona Vista                                                                                               | Bona Vista       |
| 父 Phalaris 1913 黒鹿毛 | 父の父Polymelus 1902 鹿毛                                                                                | Cyllene                                                                                                  | Arcadia                                                                                                  |                  |
| 父 Phalaris 1913 黒鹿毛 | 父の父Polymelus 1902 鹿毛                                                                                | Maid Marian                                                                                              | Hampton                                                                                                  | Hampton          |
| 父 Phalaris 1913 黒鹿毛 | 父の父Polymelus 1902 鹿毛                                                                                | Maid Marian                                                                                              | Quiver                                                                                                   |                  |
| 父 Phalaris 1913 黒鹿毛 | 父の母Bromus 1905 鹿毛                                                                                   | Sainfoin                                                                                                 | Springfield                                                                                              | Springfield      |
| 父 Phalaris 1913 黒鹿毛 | 父の母Bromus 1905 鹿毛                                                                                   | Sainfoin                                                                                                 | Sanda |                  |
| 父 Phalaris 1913 黒鹿毛 | 父の母Bromus 1905 鹿毛                                                                                   | Cheery                                                                                                   | St.Simon                                                                                                 | St.Simon         |
| 父 Phalaris 1913 黒鹿毛 | 父の母Bromus 1905 鹿毛                                                                                   | Cheery                                                                                                   | Sunrise                                                                                                  |                  |
| 母 Scapa Flow 1914 栗毛 | 母の父Chaucer 1900 黒鹿毛                                                                                | St.Simon                                                                                                 | Galopin                                                                                                  | Galopin          |
| 母 Scapa Flow 1914 栗毛 | 母の父Chaucer 1900 黒鹿毛                                                                                | St.Simon                                                                                                 | St.Angela                                                                                                |                  |
| 母 Scapa Flow 1914 栗毛 | 母の父Chaucer 1900 黒鹿毛                                                                                | Canterbury Pilgrim                                                                                       | Tristan                                                                                                  | Tristan          |
| 母 Scapa Flow 1914 栗毛 | 母の父Chaucer 1900 黒鹿毛                                                                                | Canterbury Pilgrim                                                                                       | Pilgrimage                                                                                               |                  |
| 母 Scapa Flow 1914 栗毛 | 母の母Anchora 1905 栗毛                                                                                  | Love Wisely                                                                                              | Wisdom                                                                                                   | Wisdom           |
| 母 Scapa Flow 1914 栗毛 | 母の母Anchora 1905 栗毛                                                                                  | Love Wisely                                                                                              | Lovelorn                                                                                                 |                  |
| 母 Scapa Flow 1914 栗毛 | 母の母Anchora 1905 栗毛                                                                                  | Eryholme                                                                                                 | Hazlehatch                                                                                               | Hazlehatch       |
| 母 Scapa Flow 1914 栗毛 | 母の母Anchora 1905 栗毛                                                                                  | Eryholme                                                                                                 | Ayrsmoss                                                                                                 |                  |
| 母系(F-No.)             | (FN:13-e)                                                                                                | (FN:13-e)                                                                                                | (FN:13-e)                                                                                                |                  |
| 5代内の近親交配         | St. Simon 3×4、Springfield 4×5、Hermit 5×5                                                               | St. Simon 3×4、Springfield 4×5、Hermit 5×5                                                               | St. Simon 3×4、Springfield 4×5、Hermit 5×5                                                               | [ § 2 ]          |
| 出典                    | 1. 2. | 1. 2. | 1. 2. | 1. 2.            |